# Joseph Turmel
Pour les articles homonymes, voir Turmel.
Ne doit pas être confondu avec Joseph de Turmel.
Joseph Turmel, né le 13 décembre 1859 à Rennes et mort le 5 février 1943 dans la même ville, est un prêtre catholique français, patristicien et historien des dogmes chrétiens. 
Bien qu'il ait tôt perdu la foi, cet auteur solitaire et prolifique demeure dans le giron de l'Église et s'attache à décrire l'évolution des croyances chrétiennes dans une optique d'exégèse historico-critique de la Bible. Il collabore à de nombreuses revues religieuses et compose de nombreux ouvrages dont une monumentale Histoire des Dogmes.
Participant au renouveau français de la théologie positive et publiant sous de nombreux pseudonymes ses travaux, il est dénoncé, accusé de modernisme puis excommunié en 1930. Il se rapproche alors de la Libre-pensée tout en continuant son œuvre d'historien des dogmes.

## Biographie

### Formation intellectuelle et prêtrise
Joseph Turmel nait le 13 décembre 1859 à Rennes, au no 142 de la rue de Saint-Malo dans une famille très pauvre. Le prêtre de sa paroisse, l’abbé Gendron, remarque sa vive intelligence et le fait inscrire dans un collège ecclésiastique puis au Grand Séminaire de l'archevêché de Rennes où, de 1876 à 1880, il étudie la philosophie et la théologie. Il poursuivit jusqu'en 1882 ses études à la faculté de théologie de l'université d’Angers, où il apprend l'hébreu, approfondit l'allemand, et découvre la somme patrologique de Charles-Émile Freppel, avant d'y être nommé professeur de théologie dogmatique et ordonné prêtre avant d'avoir atteint l'âge canonique.  
Diverses lectures ébranlent sa foi en la doctrine de l'Église à l'instar du commentaire sur le Livre d'Isaïe du philologue prussien Wilhelm Gesenius, qui présente la Bible comme une œuvre humaine. Il reçoit également l’autorisation de lire la récente traduction française de la Bible et d’autres écrits du professeur luthérien de théologie et d’hébreu Édouard Reuss, qui conteste l’ordre des livres de l’Ancien Testament. Ces approches proposent une image inverse de la théologie scolastique qui lui a été enseignée et, en 1886, à l’âge de vingt-six ans, constate qu’il n'a plus de sentiment religieux,  et a cessé « de croire au Dieu créateur, au Dieu du christianisme ». Convaincu que l'Église lui a menti, Turmel s'engage dès lors secrètement dans une démarche qui « peut être conçue comme une quête de vérité ».  
Il garde néanmoins la soutane — « prêtre malgré [l'Église] » et probablement pour ne peiner ni ses parents ni son mentor — mais, après avoir douté auprès de l'un de ses élèves de la transsubstantiation, il est destitué de son cours en 1892 par le cardinal Place. Turmel enseigne alors à l’Œuvre des Vocations Tardives fondée cinq ans plus tôt par l’abbé Gendron, avant de reprendre fin 1893 l'exercice de son ministère à Rennes comme aumônier des Petites Sœurs de pauvres de l’hospice de la Piletière. En 1903, il demande à être placé hors cadre afin de se consacrer pleinement à la théologie dogmatique et s'installe rue du faubourg de Paris, près d’une petite chapelle dont il devient le chapelain bénévole. 

### Historien prolifique

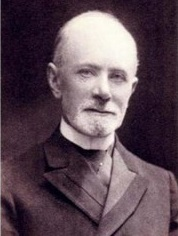
Alfred Loisy.

Joseph Turmel s'intéresse alors aux travaux d'exégèse historico-critique du dominicain Marie-Joseph Lagrange, directeur de l’École Pratique d’Études Bibliques de Jérusalem et fondateur en 1891 de la Revue Biblique, ainsi qu'aux publications du prêtre et théologien Alfred Loisy qui défend lui aussi la nécessité d’une lecture critique de la Bible. Travailleur solitaire, entouré de « murs de livres » et ne voyageant pas, il entame dès lors une œuvre d'importance qui s'attache à suivre le plus exactement possible, avec les sources dont il dispose, l'évolution des croyances chrétiennes, débutant par l'angéologie et poursuivant par la notion de péché originel. À partir de 1898, il publie une série d'articles dans la Revue d’Histoire et de Littérature Religieuses (RLHR) fondée par Alfred Loisy, dont il reste, et bien qu'ils ne se soient rencontrés qu'une seule fois, un fidèle collaborateur jusqu'à la disparition définitive de la publication en 1922.
Son approche mène à mettre en évidence les variations et l'évolution des croyances ainsi que remettre en question le présupposé théologique de l'unanimité des Pères de l'Église, là où la doctrine officielle de l'Église attend une continuité sans faille. Ses travaux le mettent de la sorte en bute aux autorités ecclésiales et sa série d'articles sur le Péché originel suscitent la controverse avec les jésuites Julien Fontaine et Eugène Portalié, attirant l'attention de l'archevêque de Paris François Richard de La Vergne. Celui-ci envoie une dénonciation à Rome mais n'obtient en retour qu'un simple monitoire avec injonction que Turmel soumette ses articles de science religieuse à l'autorité ecclésiale : ce dernier se voit ainsi contraint à partir de 1901 de soumettre ses publications à censure ecclésiastique, nécessitant dès lors une imprimatur de l'évêque de Rennes (et non pas de Paris). 
Grâce à sa collaboration avec Loisy, le prêtre rennais entre en contact avec d'autres revues auxquelles il collabore bientôt — Annales de philosophie chrétienne, la Revue du clergé français, la revue lyonnaise Demain, The New York Review (en) ou encore la Revue catholique des églises — et est sollicité la rédaction d'ouvrages. Entre 1898 et 1908, Turmel publie ainsi pas moins d'une centaine d'articles et d'ouvrages sous son propre nom. Participant au renouveau français de la théologie positive, reconnu pour ses connaissances des partologies grecque et latine, il est chargé des deux premiers volumes de la Bibliothèque de théologie positive, initiée par la Faculté de Théologie sous la direction des jésuites Jean-Vincent Bainvel et Jules Auriault, qu'il consacre à l'Histoire de la théologie positive.

### Modernisme et excommunication
Afin de contourner la censure à laquelle il doit soumettre ses écrits, Turmel publie un nombre important d'ouvrages et d'articles, régulièrement dans la RLHR, sous une quinzaine de noms qui constituent une véritable « équipe de pseudonymes », notamment Antoine Dupin, Henri Delafosse, Louis Coulange, Hippolyte Gallerand, Guillaume Herzog, Edmond Perrin, André Lagarde…
En 1906 et en 1907, sous les pseudonymes d'Antoine Dupin et de Guillaume Herzog, Turmel s'attaque dans une série d'articles publiés dans la RHLR à deux sujets de dogme, la trinité et la mariologie, dont l'approche amènent certains commentateurs à considérer qu'elle signe le « suicide » de la revue de Loisy, dont la première série cesse sa parution en 1907. 
En 1908, Louis Sarlet, un professeur de théologie toulousain, essaie de démasquer la personne qui écrit dans la RLHR sous les pseudonymes de Antoine Dupin et Guillaume Herzog, dont les articles apparaissent proches des travaux et du style de Turmel. Mais ce dernier nie, affirmant en outre qu'il « professe tout ce que professe l'Église romaine et rejette tout ce qu'elle rejette » et qu'il adhère à tous les dogmes mariaux que l'Église, ce qui met momentanément un terme à la controverse. Une partie de ses publications sont néanmoins mises à l'Index dès 1906, que ce soit en son nom propre ou ses pseudonymes. La radicalité de Turmel le pousse à rompre à partir de 1922 avec Loisy : à la différence de ce dernier, il ne cherche pas à adapter le message de la tradition aux conditions scientifiques nouvelles, mais à le détruire méthodiquement.
Entre 1926 et 1928, sous le pseudonyme de Henri Delafosse, Turmel rédige quatre ouvrages dans la collection « Histoire du christianisme » dirigée par Paul-Louis Couchoud, dans lesquels il soutient que les écrits pauliniens sont marqués d'interpolations d'origine marcionite. Une nouvelle campagne, orchestrée en 1928 par Sarlet avec cette fois Jean Rivière, dénonce les publications pseudonymes de Turmel, aboutissant cette fois en 1930 au démasquement du prêtre rennais : celui-ci est alors condamné pour modernisme à la dégradation canonique et à l'excommunication vitandus — la forme la plus sévère d'exclusion de l'Église catholique. Il rejoint ainsi les rangs des « vedettes » du modernisme qui comptent Marcel Hébert, Alfred Loisy et Albert Houtin. La plupart de ses publications sont alors mises à l'Index ainsi que l'est l'étude que lui consacre Félix Sartiaux en 1931. Néanmoins, même après son excommunication, il conserve le titre d'abbé, porte la soutane et continue de dire la messe le dimanche.

### Hors de l'Église
Sans se décourager, Joseph Turmel quitte son domicile une fois par semaine pour rejoindre  la bibliothèque municipale où il travaille à la rédaction de sa monumentale Histoire des dogmes qui comptera six volumes, tous mis à l'Index, et dont il publie le premier en 1931 aux éditions Rieder, grâce au soutien financier de son ami et biographe Félix Sartiaux. Quelques années plus tard, il justifie son approche dans deux récits biographiques, Comment j'ai donné congé aux dogmes (1935) puis Comment l'Église romaine m'a donné congé (1937). Il y décrit comment il a été amené à rester dans l'Église, tout en s'affranchissant totalement de celle qui l'avait « dupé dans sa jeunesse », consacrant toute ses forces à la combattre, « apôtre de la vérité après en avoir été le martyr ».  
L'excommunié vitandus devenu indésirable auprès des catholiques rennais se tourne vers les cercles libres-penseurs rennais avec les objectifs desquels il se sent depuis longtemps en conformité, expliquant que « la Libre Pensée [lui] est très chère parce qu['il] fonde sur elle de grands espoirs pour la libération des esprits ». Il trouve auprès d'eux une forme de réconfort ainsi qu'une aide matérielle. Turmel adhère ainsi en 1935 à la société La Lumière de Rennes avec notamment pour parrain le journaliste anarchiste André Lorulot puis rejoint en 1937, l’Incinération Rennaise, fondée quelques mois plus tôt des libres penseurs tels que l'historien Armand Rébillon et quelques francs-maçons bien que, assez âgé, il ne participe pas aux assemblées des deux associations. Il transmet pour publication à ces sociétés des sujets d’étude avec une grande régularité et publie durant le printemps de 1939, une série d'articles dans L'Aurore d'Ille-et-Vilaine, hebdomadaire de la SFIO, divers articles consacrés à l’élection, au couronnement et au premier sermon du pape Pie XII, signant à chaque fois « Joseph Turmel, prêtre, historien des dogmes ».  

### Décès et postérité

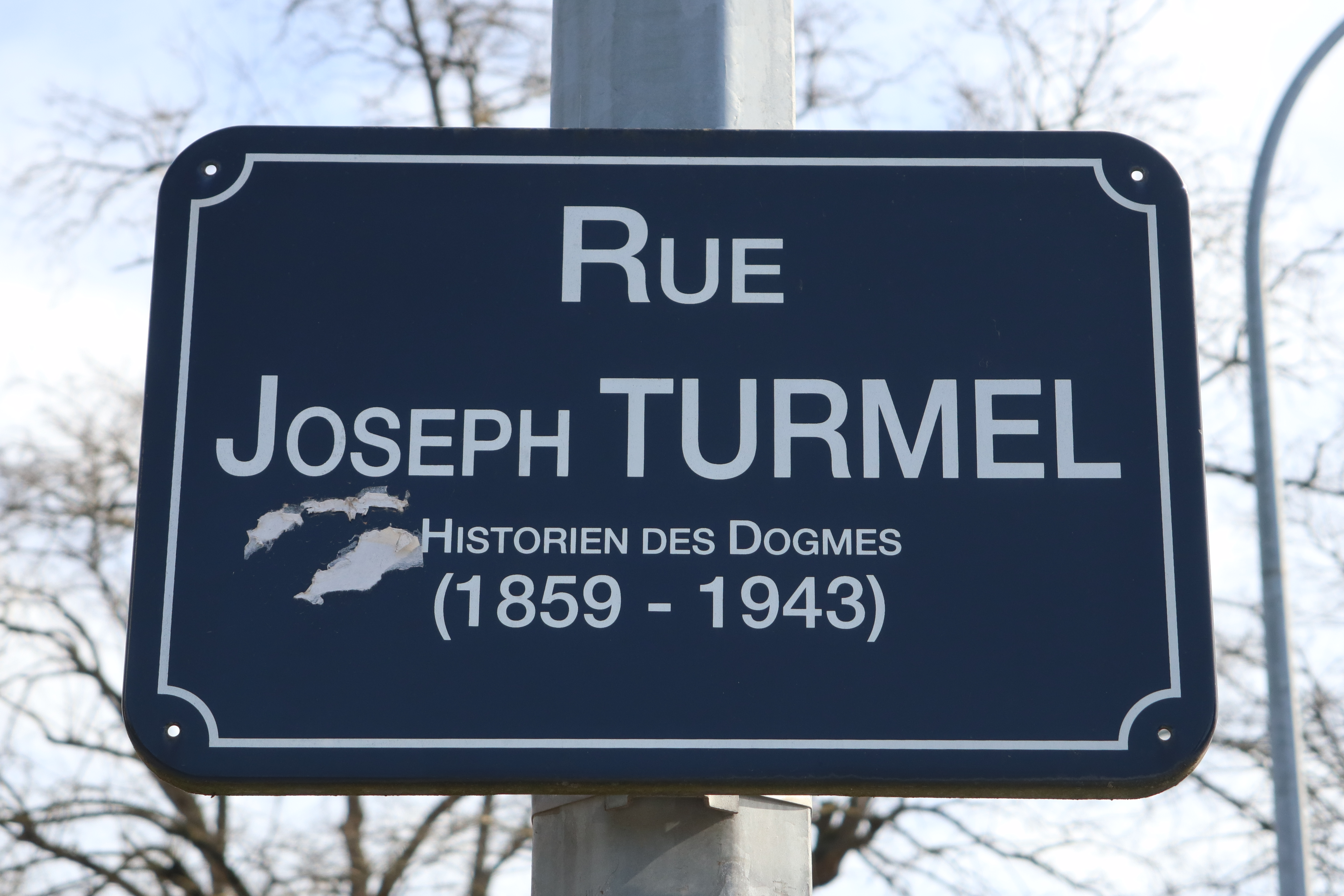
Plaque de la rue Joseph Turmel à Rennes.

Joseph Turmel meurt dans sa ville natale le 5 février 1943, un chapelet dans les mains. L'époque ne se prêtant pas à des funérailles particulières, il est inhumé, au terme d'une discrète cérémonie d'obsèques civiles, dans le cimetière du Nord à Rennes.   
Une fois le conflit mondial terminé, ses amis de la Libre Pensée rennaise organisent une cérémonie qui se déroule le 2 mars 1947, en présence de nombreux militants socialistes et de personnalités comme André Lorulot ou le prêtre défroqué et historien du christianisme Prosper Alfaric, au cours de laquelle une sorte de menhir de granit orné d'un médaillon à son effigie est érigé sur sa tombe, portant la mention « Joseph Turmel. Prêtre. Historien des dogmes ».   
En 1951, les libres penseurs rennais abandonnent leur dénomination pour former le Cercle Joseph Turmel et 1959, une Association des amis de Joseph Turmel est constituée qui entretiendra des relations avec la Libre Pensée, l’Union rationaliste et le Cercle Ernest-Renan. Celle-ci s'éteint avec la disparition de son président, ami de Turmel, Victor Droinneau. Depuis 1947, une rue de Rennes située au sud du parc de Maurepas porte son nom.

## Œuvres
- Histoire de l'angéologie, des temps apostoliques à la fin du Ve siècle, Revue d'histoire et de littérature religieuses, 3, 1898.
- Histoire du dogme du péché originel, Macon, Protat, 1904.
- Tertullien, Bloud, 1905.
- Histoire de la théologie positive, du Concile de Trente au Concile du Vatican, Paris, Beauchesne, 1906.
  - vol. I 
  - vol. II
- Histoire du dogme de la papauté, des origines jusqu'à la fin du IVe siècle, Paris, Picard, 1908.
- Histoire du diable, Paris, Rieder, 1931.
- Histoire des dogmes, Rieder, 1931-1937, 6 vol., 3151 p.
  - vol. I : Le péché originel. La rédemption, 1931, 464 p.
  - vol. II : La Trinité. L'Incarnation. La Vierge Marie, 1932, 529 p.
  - vol. III : La papauté, 1933, 498 p.
  - vol. IV : Le créationisme, les anges. La vie d'outre-tombe. Canon et inspiration des Écritures. La grâce sanctifiante, 1935, 485 p.
  - vol. V : La grâce actuelle, les sacrements en général, le baptême, la confirmation, l'eucharistie, le mariage, 569 p.
  - vol. VI : La pénitence, la confession, l'extrême-onction. L'ordre. Conclusion, 1937, 547 p.
- Comment j'ai donné congé aux dogmes, Éd. de L’Idée libre, Bibliothèque du libre penseur, Herblay, 1935. Réédition sous le titre En Soutane. Mémoires, Éd. des Malassis[34], 2016.
- La Bible expliquée, Herblay, Idée libre, 1936.
- Comment l'Église romaine m'a donné congé, Herblay, 1937. Réédition sous le titre En Soutane. Mémoires, Éd. des Malassis[35], 2016.
- Réfutation du catéchisme, Herblay, Idée libre, 1937.
- Les Religions, Herblay, Idée libre, 1938.
- Le suaire de Turin, suivi d'un « Courte histoire du faux suaire de Cadouin », Éd. de L’Idée libre, Bibliothèque du libre penseur, Herblay, 1938.
- Dieu, Herblay, Idée libre, La Bibliothèque du Libre penseur, 1940.

Œuvres sous pseudonymes :
- Antoine Dupin, Le dogme de la Trinité dans les trois premiers siècles, Paris, 1907.
- Guillaume Herzog, La Sainte Vierge dans l'histoire. Paris, Nourry, 1908.
- Henri Delafosse, Le quatrième Évangile, Rieder, 1925.
- Henri Delafosse, Les écrits de saint Paul, Paris, Rieder, 1926-1928, 4 vol.
  - vol. I : L'épître aux Romains.
  - vol. II : La première épître aux Corinthiens.
  - vol. III : La seconde épître aux Corinthiens.
  - vol. IV : L'épître aux Philippiens.
- Louis Coulange, La messe, Rieder, 1927.
- Louis Coulange, Catéchisme pour adultes, Rieder, 1929-1930.
  - vol. I : Les dogmes.
  - vol. II : Les institutions.
- Armand Dulac (= Joseph Turmel) et Albert Houtin, Courte histoire du célibat ecclésiastique, Rieder, 1929.

### Études
- Dujardin, Édouard. Grandeur et décadence de la critique. Sa rénovation. Le cas de l'abbé Turmel. Paris, Messein, 1931.
- Félix Sartiaux, Joseph Turmel : Prêtre, historien des dogmes, Paris, Rieder, 1931 (lire en ligne).
- Rivière, Jean. Le dogme de la Rédemption devant l'histoire, un plaidoyer de M. Turmel, Paris, J. Gabalda & Cie, 1936.
- Michel Le Normand et Marc Le Bris (éds.), Actualité de l'œuvre anticléricale et antireligieuse de l'Abbé Joseph Turmel : Actes du colloque du 13 décembre 2003 à Rennes, La Libre pensée rennaise, 2004 (ISBN 978-2-9521013-3-2).
- Département des manuscrits de la Bibliothèque nationale, documents concernant Joseph Turmel donnés par Mme Félix Sartiaux (n. a. fr. 17780-17792). (Signalés dans Bibliothèque de l'école des chartes, 1985, vol. 143, p. 317, consultable en ligne.)

### Articles et chapitres d'ouvrage
- (en) Charles J.T. Talar, « Multiple Identities : Joseph Turmel, Moderniste Démasqué », dans Lawrence F. Barmann (éd.), Personal Faith and Institutional Commitments : Roman Catholic Modernist and Anti-modernist Autobiography, University of Scranton Press, 2002 (ISBN 978-1-58966-001-4).
- Hervé Baudru, « « Une vie d’hircocerf » : Joseph Turmel (1859-1943) », Annales de Bretagne et des Pays de l’Ouest. Anjou. Maine. Poitou-Charente. Touraine, nos 114-1,‎ 30 mars 2007, p. 185–198 (ISSN 0399-0826).
- (en) Charles J.T. Talar, « The Morality of Apostasy : Félix Sartiaux's Biography of Joseph Turmel », dans Harvey Hill, Louis-Pierre Sardella et C.J. T. Talar (éds.), By Those Who Knew Them : French Modernists Left, Right and Center, Washington D.C., The Catholic University of America Press, 2008 (ISBN 9780813215372), p. 17-40.
- François Duine, « L’abbé Turmel », dans Bernard Heudré (éd.), Souvenirs et observations de l’abbé François Duine, Presses universitaires de Rennes, coll. « Mémoire commune », 2009 (ISBN 978-2-7535-6572-2, lire en ligne), p. 241-281.
- Charles J. T. Talar, « Une passion partagée pour la vérité : Joseph Turmel et Alfred Loisy », Revue de Théologie et de Philosophie, vol. 142, no 2,‎ 2010, p. 161–173 (ISSN 0035-1784).
- Michel Lagrée, chap. IV « Histoire religieuse et herméneutique : Notes sur un retournement », dans Religion et modernité : France, XIXe – XXe siècles, Presses universitaires de Rennes, coll. « Histoire », 2003, 63–71 p. (ISBN 978-2-7535-2579-5).

### Ouvrages généralistes
- (de) Kurt-Peter Gertz, Joseph Turmel 1859-1943 : Ein theologiegeschichtlicher Beitrag zum Problem der Geschichtlichkeit der Dogmen, Peter Lang, coll. « Disputationes theologicae », 1975 (ISBN 978-3-261-00969-2).
- Pierre Colin, L'Audace et le Soupçon : La crise du modernisme dans le catholicisme français (1893-1914), Desclée De Brouwer, 1997 (ISBN 9782220038537)